# 塞拉里亚
塞拉里亚是巴西帕拉伊巴州的一个市镇。总面积75.397平方公里，总人口4430人，人口密度58.8人/平方公里。